# Panafricanismo

Bandera panafricana diseñada por Marcus Garvey.

El panafricanismo es un movimiento político, filosófico, cultural y social, que promueve el hermanamiento africano, la defensa de los derechos de las personas africanas y la unidad de África bajo un único Estado soberano, para todos los africanos, tanto de África como de las diásporas africanas.
La teoría panafricanista ha sido elaborada principalmente por africanos de la diáspora americana descendientes de personas esclavizadas como William Edward Burghardt Du Bois o Marcus Garvey entre otros, y posteriormente llevada a la arena política por africanos nacidos en suelo africano como Kwame Nkrumah, que fue presidente de Ghana entre 1960 y 1966. 
|  |

## Introducción

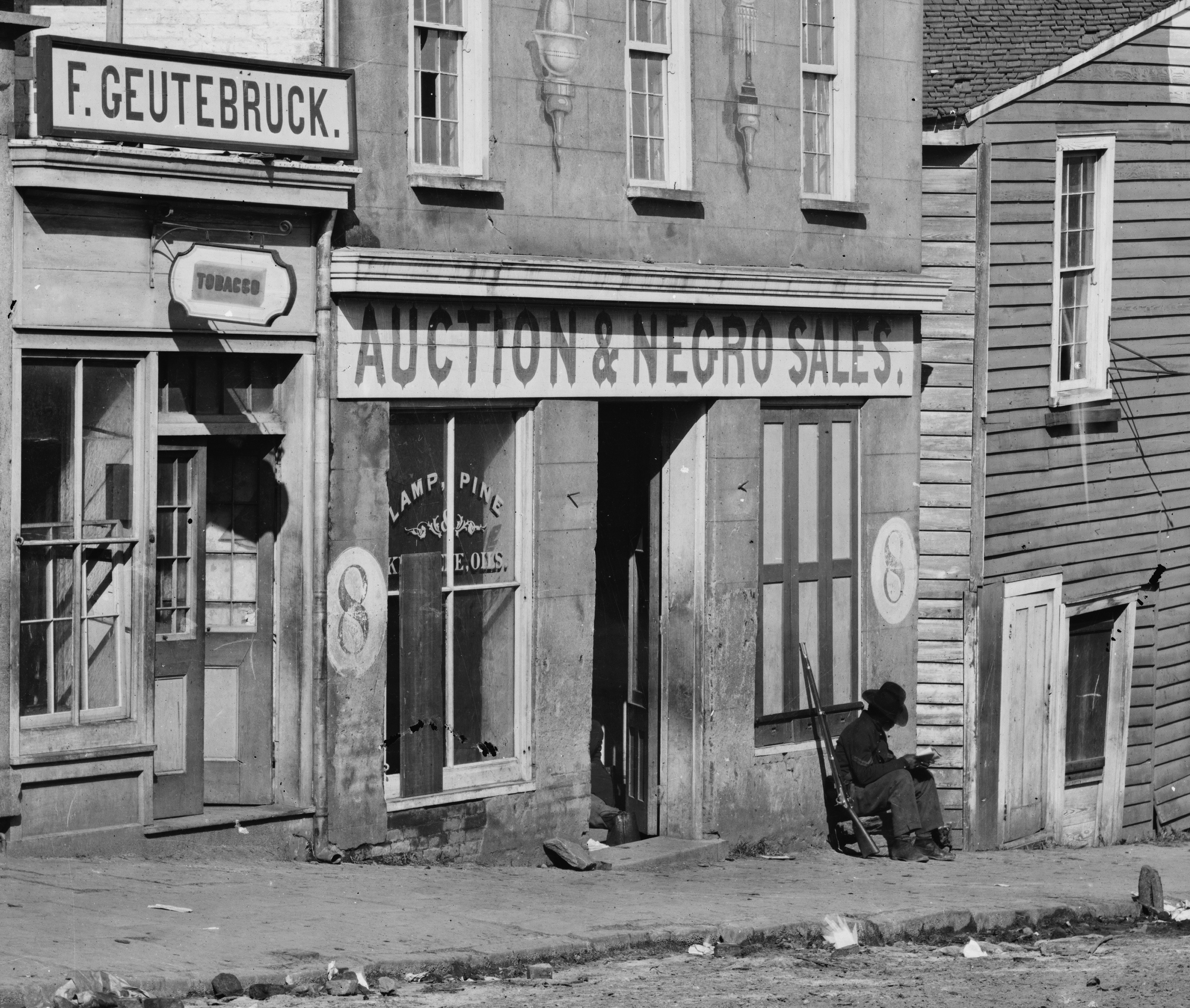
Establecimiento de venta de personas esclavizadas en Atlanta, Georgia.

Habitualmente se considera a Henry Sylvester Williams y al doctor William Edward Burghardt Du Bois como los padres del panafricanismo. Sin embargo, este movimiento social, con diversas vertientes, tiene antecedentes que se remontan a principios del siglo XIX. El panafricanismo ha influido en África hasta el punto de cambiar fundamentalmente su panorama político, siendo decisivo para las independencias de las colonias europeas en este continente. Aun así, no ha conseguido dos de sus principales metas; la unidad política y espiritual de África bajo el manto de un único Estado, y la capacidad de generar condiciones de prosperidad para todos los africanos.

### Orígenes del término
El término panafricanismo, alternativamente, proviene del griego, pan y africanismo o volición africana. El origen del término se inserta en las corrientes filosófico-políticas del idealismo y en menor medida del historicismo del siglo XIX sobre el destino de los pueblos y la necesidad de la unidad de grandes conjuntos culturales o "naciones naturales", ideas que se desarrollan a partir del expansionismo imperialista occidental. Se discute si la autoría del término pertenece a William Edward Burghardt Du Bois o a Henry Sylvester Williams.

### Definición
A mediados del siglo XX, el panafricanismo se explicaba como la doctrina política de hermanamiento africano que defendía la liberación del continente africano de sus colonizadores y la instauración de un Estado que buscase la unificación de todo el continente bajo un único gobierno africano. Algunos teóricos como George Padmore añaden a partir del segundo gran conflicto étnico europeo, la Segunda Guerra Mundial, que tal gobierno panafricano debería ser gestionado bajo las premisas del socialismo científico. Otros teóricos postulan la vía del rastafarismo político, que defendía un gobierno imperial africano encabezado por Haile Selassie I, el entonces emperador de Etiopía.

## Historia

### Antecedentes

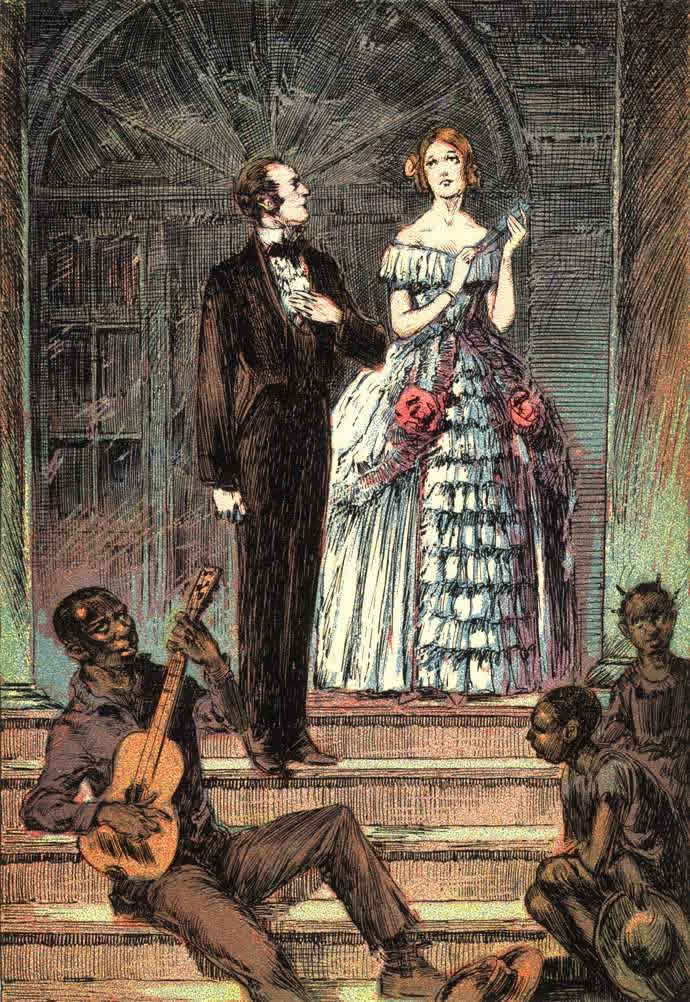
Imagen de 1890 en la que se muestra el contraste entre una pareja norteamericana blanca y la pobreza de los esclavos negros.

A principios del siglo XIX la esclavitud seguía vigente en el sur de los Estados Unidos, pero no en el norte, merced a una ordenanza de 1787 que establecía el límite legal en el río Ohio. Una minoría de personas negras en el norte y sus descendientes, unida a los descendientes de quienes habían sido esclavos, alcanzaron una cierta posición socioeconómica. Algunos de los representantes de esta clase social empezaron a desarrollar tempranamente un sentimiento de hermandad racial que se tradujo en el movimiento de «retorno a África». Entre los simpatizantes de este movimiento se encontraba Paul Cuffe, un naviero negro nacido libre, de padre africano y madre amerindia, que llevó a cabo en 1815 una tímida experiencia de repatriación hacia África, antecedente de la Sociedad Americana de Colonización que fundaría la República de Liberia, pero los costes de la empresa le disuadieron.
En el sustrato intelectual que propiciaron los movimientos abolicionistas, surgieron ya desde el principio dos tendencias en Estados Unidos, por una parte la de quienes creían que, puesto que la esclavitud acabaría más tarde o más temprano, era necesario buscar un hogar para los esclavos en África, su tierra de origen. Los británicos crearon una colonia en Sierra Leona entre 1787 y 1808, y allí destinaban parte de las personas esclavizadas de los barcos esclavistas que capturaban.
La otra opinión era la de quienes afirmaban que los descendientes de esclavos debían permanecer en América y que incluso se les debía proveer de medios para una subsistencia independiente. Aún entre los abolicionistas más acérrimos no se solía creer que la raza negra y la raza blanca pudieran vivir en un mismo espacio y prosperar sin un perpetuo conflicto. Esto era tomado en consideración por las propias personas negras que pensaban que, de un modo u otro, serían explotados por el sistema del hombre blanco mientras no tuviesen una patria propia. El elevado coste de enviar a tantas personas a África hizo que prevaleciera la segunda opción.

#### Liberia
Siguiendo la primera tendencia, en 1821 se creó una colonia cerca de Sierra Leona que fue poblada por exesclavos y a la que se denominó Liberia, siendo declarada independiente en 1847 (aunque Estados Unidos ejercía un fuerte control económico que se prolongaría hasta bien entrado el siglo XX). El reverendo Edward Wilmot Blyden, uno de los promotores intelectuales del movimiento de retorno a África, presenta en sus ideas un discurso elaborado de pan-negrismo ya muy cercano al panafricanismo. Sin embargo las experiencias de retorno en Sierra Leona y sobre todo en Liberia no fueron positivas, y los hoy llamados américo-liberianos nunca se integraron con la población autóctona.

#### Pan-negrismo filosófico
Tras la guerra de Secesión, un reducido número de intelectuales negros empezó a entretejer de un modo científico el sentimiento de pertenencia a una comunidad racial. En los años previos a la guerra civil estadounidense, algunos científicos del sur habían producido un material de racialismo que justificara la institución.
El racialismo negro de aquel momento no debe ser confundido con el racialismo blanco, pues mientras que este último pretendía preparar el campo para justificar la superioridad de una raza sobre otra y fortalecer la práctica esclavista, el segundo buscaba sobre todo argumentos de defensa y una revalorización de la persona negra. Es por ello que el racialismo negro es conocido como pan-negrismo.
Entre los primeros teóricos del pan-negrismo, se encuentran Martín R. Delany, Alexander Crummell y Edward Wilmot Blyden. El debate que sostenían estos autores se centraba en la historia y la filosofía porque las ideas hegelianas sobre el destino de los pueblos, entendido el término de un modo muy racial, lo impregnaban todo.

#### La situación en África
En África entre la Conferencia de Berlín y el fin de la Primera Guerra Mundial, numerosos movimientos nacionales y civiles, tanto pacíficos como armados, se habían estado oponiendo a la denominada colonización de África, que fue una invasión de facto. Sin embargo, la mayoría de estas iniciativas estaban condenadas al fracaso por su fragmentación y por la escasa tecnología armamentística disponible. África estaba extenuada por los efectos del secular tráfico de esclavos, que frenó el crecimiento demográfico del continente y generó una espiral de odios internos fomentados desde Europa, por lo que el sentimiento de identidad panafricana era escaso y se circunscribía a las clases comerciantes de las ciudades costeras del continente.

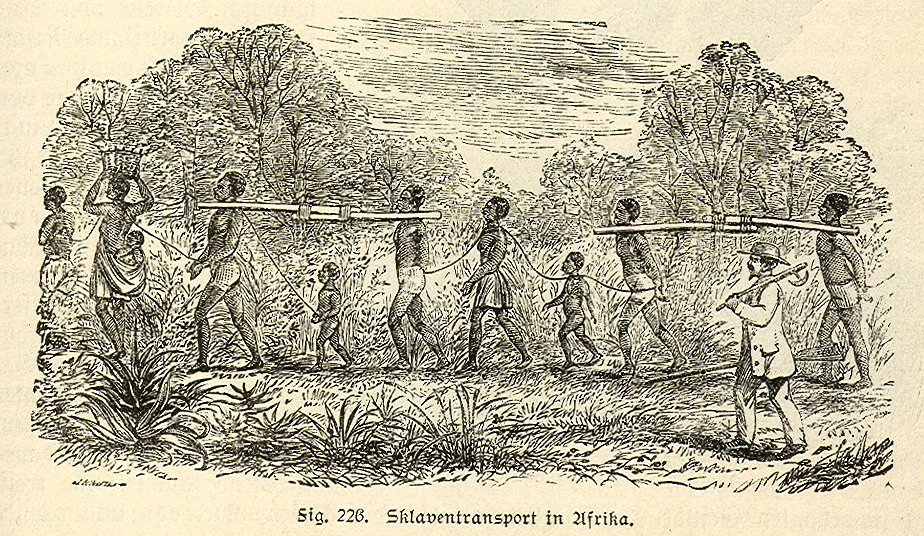
Grabado del que muestra una fila de esclavos recién capturados en África.

### Factores del surgimiento del panafricanismo
El panafricanismo propiamente dicho no hubiese existido sin la conjunción de tres factores primordiales. El primero y el que le da razón de ser es el esclavismo occidental y la explotación de las personas negras en América y África, así como la carrera colonialista de Europa en África. El segundo factor será la presencia en Estados Unidos de emigrados y estudiantes procedentes de las Antillas, un área geográfica con una larga tradición de movimientos de emancipación y autoliberación de esclavos. Por último, cabe destacar la actividad y producción de intelectuales negros como Du Bois.

### La Conferencia Panafricana de 1900
En Trinidad, entonces colonia británica, J.J. Thomas había escrito un tratado ya en 1869 que refutaba los argumentos circulantes en el mundo anglosajón que aseveraban que las personas negras no podían autogobernarse. Las ideas de Thomas influyeron en personas como Henry Sylvester Williams, un abogado conservador residente en Gran Bretaña especializado en defender las causas sobre abuso de autoridad.
La preocupación de Williams por la condición de los africanos y los abusos cometidos por los colonos le llevaron a organizar la Asociación Africana en 1897 que posibilitó la celebración de la I Conferencia Panafricana en Londres, en julio de 1900, reuniendo en torno a treinta representantes africanos y descendientes de africanos de sur y suroeste de África, Liberia, Estados Unidos y el Caribe. Los objetivos de la conferencia eran: 

Asegurar los derechos civiles y políticos para los africanos y sus descendientes alrededor del mundo; motivar a las personas africanas donde estén a llevar a cabo proyectos educativos industriales y comerciales; mejorar la condición de los Oprimidos Negros en África, América, el Imperio Británico y otras partes del mundo.

El impulso de Williams fue fundamental, se fundaron numerosas sedes de la Asociación Africana, llamada desde entonces Asociación Panafricana. Williams murió relativamente joven, en 1911.

### Maduración del concepto

Reparto de África por las potencias colonizadoras europeas antes de la Primera Guerra Mundial (1913).
Alemania
Bélgica
España
Francia
Italia
Portugal
Reino Unido
Estados independientes

En 1900, el doctor Du Bois fue secretario en la Conferencia Panafricana organizada por Henry Sylvester Williams. Para entonces ya era profesor de Historia y Economía y un activista involucrado en política, asimismo era redactor del periódico Fisk Herald, y había publicado su tesis doctoral sobre la erradicación del tráfico de esclavos. Este relacionó otros planteamientos que se estaban dando como el paneuropeísmo o el panamericanismo, con la idea de un único gobierno para todos los africanos. El punto de partida de estas ideas era la creencia de que los pueblos debían gobernarse por sí mismos, sin injerencias externas ni colonialismos. Pero también que existían unas unidades continentales con nexos históricos que debían tender a la unidad política, al tiempo que desarrollaba la concepción de que la raza negra tenía un destino que cumplir y una gran aportación que hacer a la Humanidad, mediante el desarrollo de su independencia de acción.

#### El I Congreso Panafricano
La Primera Guerra Mundial supuso un revulsivo para África, un gran número de africanos participaron en las contiendas europeas en África. El Primer Congreso Panafricano organizado por Du Bois en París en 1919 puso sobre la mesa la exigencia de contraprestaciones. A este congreso asistieron numerosas personalidades con peso político en África y sus decisiones fueron vinculantes hasta el punto que determinaron en parte como se administrarían los territorios coloniales que había perdido Alemania tras su derrota en la Primera Guerra Mundial, aunque no se formulaba el derecho a la autodeterminación de dichas colonias.

### II, III y IV Congresos Panafricanos
Tras el Congreso de París, una serie de congresos se sucedieron en 1921, 1923 y 1927 sin una relevancia mayor puesto que el contexto no permitía cruzar la frontera trazada en 1919. Cabe destacar que la tendencia de los congresos fue a incorporar cada vez más a representantes africanos y a representantes de grupos de izquierda europeos como los laboristas británicos, que hicieron sentir su presencia unas veces entusiasta y otras veces criticando el inmovilismo. El panafricanismo pareció entonces condenado a ser un movimiento de moderados con escasa capacidad operativa.

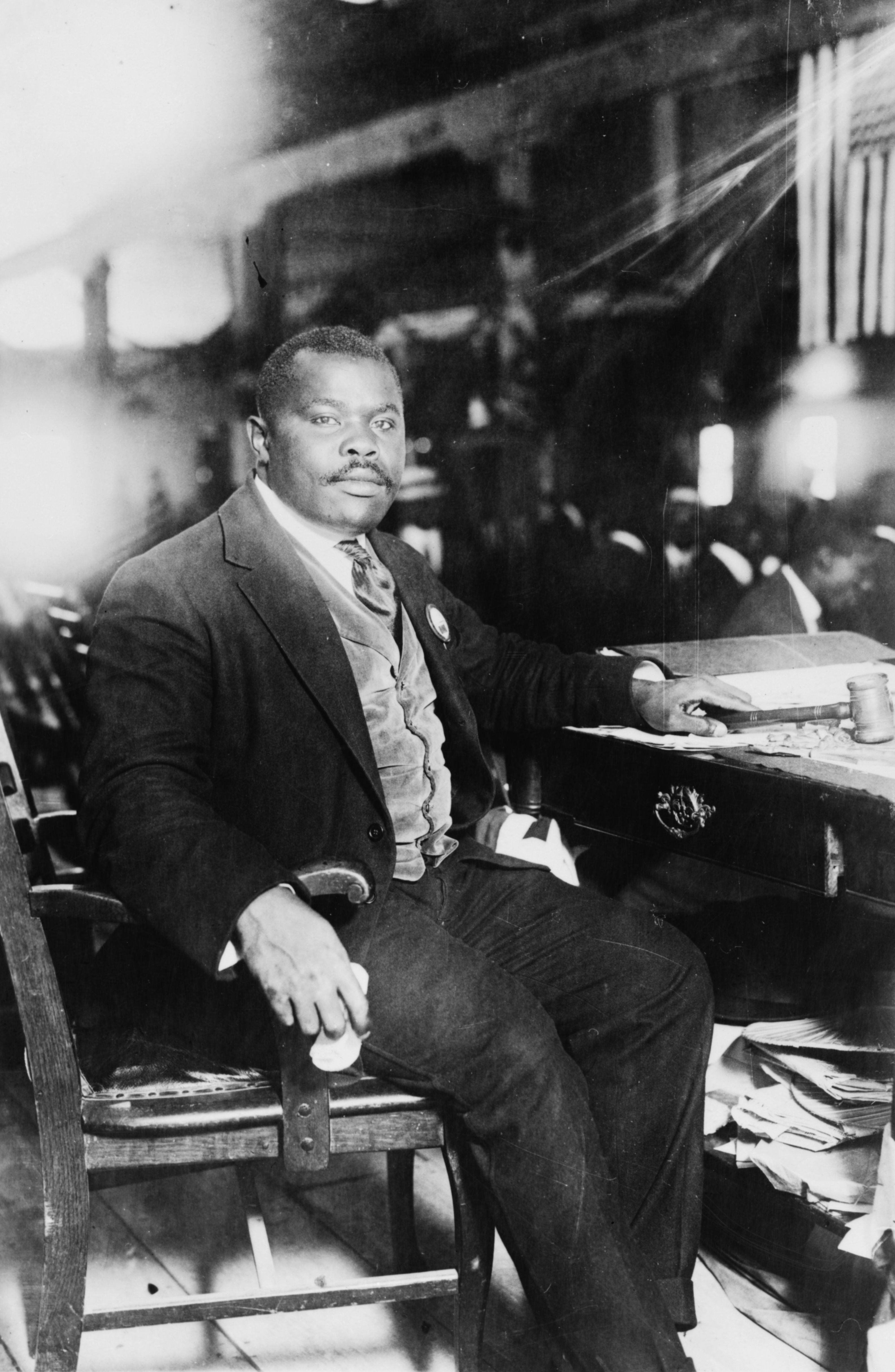
Fotografía de Marcus Garvey.

### De Marcus Garvey a la mística del panafricanismo
Paralelamente a los congresos panafricanos, en el área caribeña (como Jamaica) se estaba produciendo una revolución de tipo mesiánico y nacionalista. A principios del siglo XX una serie de grupos religiosos que reivindicaban su origen en Etiopía y buscaban proximidad con la Iglesia ortodoxa, se hacen presentes en el Caribe anglosajón. En 1914 el afrojamaicano Marcus Mosiah Garvey funda el que será el grupo nacionalista afroamericano con mayor número de integrantes de la historia, se trata de la Asociación Universal de Desarrollo Negro y la Liga de Comunidades Africanas (UNIA). En 1918 Garvey funda la sede de Nueva York, que será la que tendrá mayor proyección.
En 1920 la UNIA tenía cerca de cuatro millones de socios y unos fondos considerables. Contaba con una publicación propia: la revista Negro World, y una tendencia religiosa propia, la Iglesia Ortodoxa Garveyista. La filosofía política de Garvey era un nacionalismo negro que promulgaba el retorno a África. Fundó la compañía marítima Black Star Line, que llegó a adquirir dos grandes buques que por razones técnicas no llegaron a transportar a nadie a África. Garvey era un gran orador y convenció a las masas negras de la necesidad de un Estado propio, lanzó el concepto de que lo negro es bello y afirmó que un emperador sería coronado como Rey de Todos los Africanos.
No está muy claro si Garvey se refería a sí mismo cuando hablaba de este "emperador panafricano", de hecho había realizado una intensa campaña entre los políticos de Liberia y algunos monarcas tradicionales africanos. El movimiento de Garvey se interrumpió abruptamente con su encarcelamiento en Estados Unidos, bajo los cargos de fraude fiscal, y su posterior expulsión en una de las primeras[cita requerida] operaciones norteamericanas de contrainsurgencia. Si Garvey cometió o no fraude puede ser algo secundario, pues lo cierto es que se tomó muy en serio su tarea y los historiadores se preguntan ahora que hubiera sucedido en caso de triunfar su movimiento. Garvey falleció en Londres en 1940, olvidado y desacreditado por algunos sectores del nacionalismo negro.
A despecho de lo que Garvey pensaba, grupos de ortodoxos jamaicanos empezaron a tomar las palabras de Garvey sobre la coronación de un rey de todos los africanos como una profecía. Paralelamente empezaron a adoptar la Holy Piby como texto sagrado, se trataba de una colección de textos etíopes con una versión distinta de la oficial sobre los acontecimientos bíblicos. La situación llegó al paroxismo cuando se creyó cumplida la profecía de Garvey con la coronación de Haile Selassie I como emperador de Etiopía en 1930, entonces los seguidores adoptaron el nombre de Ras Tafari, en honor al título de Selassie antes de su coronación. Garvey negó que Haile Selassie fuese el emperador que él había predicho, pero los rastafaris recordaron que también Pablo de Tarso había dudado de Jesucristo, y con esto se solucionó la contradicción.
El rastafarismo evolucionó y se convirtió en un acicate para que el propio emperador etíope adoptara posturas reformistas. Los acontecimientos de la invasión de los fascistas italianos y la posterior liberación, así como la visita de Haile Selassie a Jamaica en 1966 reforzaron extraordinariamente el movimiento. Con la caída de Haile Selassie en 1974 se hundieron los sueños de muchos rastafaris y etiopianistas, y la realidad de los sueños no logrados hizo que muchos se refugiaran en un mundo de símbolos místicos y un cierto afropesimismo a la espera de la caída de la Gran Babilonia, es decir, la sociedad capitalista encarnada en la raza blanca.

### Lanegritude
También en una conjunción entre África y América, en este caso la colonia francesa de Martinica, un grupo de intelectuales crearía en París un movimiento de afirmación de valores de las culturas negras a principios del siglo XX. Se trataba de la negritude, una versión francófona del orgullo negro. Sus supuestos eran primordialmente estéticos en principio, pues sus creadores eran poetas (Léon-Gontran Damas, Aimé Césaire y Léopold Sédar Senghor) pero principalmente a través de la acción de este último, el movimiento derivó hacia una postura política de afirmación de los valores africanos. Léopold Sédar Senghor sería después el primer presidente del Senegal independiente, pero pronto demostró que su postura moderada no iba dar lugar a revoluciones. El exponente de la negritude filosófica era en realidad intelectualmente un auténtico francés, y defendía los intereses de Francia en el país. El movimiento negritude sería más influyente que el panafricanismo político entre las comunidades africanas de Latinoamérica.

### El V Congreso Panafricano
De nuevo fue una conflagración mundial la que posibilitó un cambio radical de posturas. El V Congreso Panafricano, celebrado en Mánchester en 1945, tras la Segunda Guerra Mundial, configura la forma actual del panafricanismo. La figura más prominente sería el doctor Kwame Nkrumah, que vendría a ser en 1960 el primer presidente de Ghana. También acudieron al congreso los que después serían presidentes de Nigeria, Tanzania y Zambia, entre otros. En la declaración final redactada por Nkrumah, con el trasfondo del marco teórico de George Padmore se dice:

Creemos en el derecho de todos los pueblos a autogobernarse. Afirmamos el derecho de todos los pueblos colonizados a controlar su destino. Todas la colonias deben ser liberadas del control imperialista externo, sea éste, político o económico. Los pueblos colonizados deben tener el derecho a elegir su propio gobierno, un gobierno sin restricciones de una potencia extranjera. Decimos a los pueblos de las colonias que deben luchar por esos objetivos por cualesquiera medios a su disposición.

El objetivo de los pueblos imperialistas es la explotación. Asegurando el derecho a los colonizados al autogobierno se estará derrotando ese propósito. Aún más, la lucha por el poder político por parte de los colonizados es el primer paso, y el requisito previo, para una completa emancipación económica y política.

El V Congreso Panafricano, hace un llamamiento a los trabajadores y los campesinos de las colonias a organizarse eficazmente. Los trabajadores de las colonias deben estar en primera línea de fuego contra el imperialismo. El V Congreso Panafricano, llama a los intelectuales y a las clases profesionales de las colonias a tomar conciencia de sus responsabilidades.

La larga, larga noche ha terminado. A través de la lucha por los derechos sindicales, por el derecho a formar cooperativas, libertad de prensa, asamblea, manifestación y huelga; libertad para la edición y divulgación de la literatura necesaria para la educación de las masas, estaréis utilizando los únicos medios por los cuales vuestra libertad puede ser conseguida y mantenida. Hoy solo hay un camino para acción efectiva, la organización de las masas.

### Panafricanismo e independencias africanas
En la década de 1960, las independencias africanas se sucedieron y la mayoría de los movimientos que las lideraban eran de corte socialista e identitario. Frantz Fanon condensaba en su ideario el despertar de los pueblos a los que se les había arrebatado su capacidad de autoafirmación. Sin embargo un objetivo nunca pudo cumplirse, se trataba de una de las premisas básicas del panafricanismo; la unidad de África en un único Estado. Dos de los principales proyectos panafricanistas; la Federación de Malí (1959-60) y la Federación Congo-Ghana fueron directamente abortados por las antiguas potencias coloniales.

#### Perspectivas tras las independencias
La All-African Peoples Conference celebrada en Acra, la capital de Ghana, aunque no es contada entre los Congresos Panafricanos históricamente correlativos, será el primer Congreso Panafricano en suelo africano y reunió a varios países ya independientes y autónomos. Entre la vehemencia de Kwame Nkrumah, que proponía la creación de unos Estados Unidos de África, y las posiciones prooccidentales, se optó por crear la Organización para la Unidad Africana (OUA) en 1963, que estableció como premisa inicial respetar las fronteras coloniales haciendo patente para todos los panafricanistas que no iba a ser un instrumento de unidad.
Entre los años 1970 y los 1990 el panafricanismo se ha encontrado de cara con problemas diversos que han dispersado su atención. En África la Guerra Fría no fue en absoluto fría, y los conflictos que propician los bloques fomentaron el incipiente nacionalismo de estados exóticos creados por Europa, con poco interés por la integración interna. Los intereses económico-políticos occidentales, unidos a la propia desestructuración del tejido social tradicional, también se manifestaron en forma de inestabilidad y conflictos poco propicios al panafricanismo.

### VI y VII Congreso Panafricano
En junio de 1974, a instancias del presidente de Tanzania Julius Nyerere, tuvo lugar en Dar es-Salam el VI Congreso Panafricano. Este Congreso se desarrolló en el ambiente propiciado por las tensiones entre raza y lucha política influidas en gran medida por los Panteras Negras en Estados Unidos. Entre las contribuciones de dicho congreso está la asunción de la multirracialidad de África. El VII Congreso Panafricano tuvo lugar en Kampala, la capital de Uganda, entre los días 3 y 8 de abril de 1994. Dicho congreso ha sido ampliamente criticado por la destacada presencia de líderes del Magreb, considerados arabistas por parte de los líderes negros que acusan al Congreso de desvirtuar el espíritu originario del panafricanismo. Quizás la consecuencia más importante del Congreso haya sido la creación de la Pan African Women's Liberation Organization (PAWLO), la organización panafricana de liberación de mujeres.
El VIII Congreso Panafricano ha sido convocado y aplazado en diversas ocasiones, la última en 2006 en Harare, la capital de Zimbabue, en dicha ocasión determinados sectores consideraron que el régimen de Robert Mugabe no debía albergar el Congreso debido al mantenimiento por su parte de un régimen dictatorial.

### La diáspora a partir de las independencias africanas
En Estados Unidos, la lucha del Movimiento por los Derechos Civiles supone una concentración excepcional de energías intelectuales que sólo en parte se desvían a África, sin aportar lo que esta necesita. En este caso es África, a través de Naciones Unidas, quien da apoyo a los afroamericanos. Líderes como Omowale, Malcolm X o Kwame Touré recabaron apoyos en África para la lucha contra el sistema racista en Estados Unidos.
A partir de los años 90 cobra fuerza el internacionalismo africano, de base socialista, de la Internacional Socialista Africana, cuyo líder e ideólogo es Omali Yeshitela. Sin embargo, dicho movimiento parece circunscribirse a la diáspora africana, residente principalmente en el ámbito anglosajón. La afrocentricidad formulada principalmente por el doctor Molefi Kete Asante sobre investigaciones de Cheick Anta Diop, por su parte, resulta en un vertiente educativa y filosófica del panafricanismo que presenta correlaciones con la filosofía de la conciencia negra, que llevó al doctor Kwame Nkrumah a afirmar la necesidad de autogestión política en África.

## El panafricanismo actual

Miembros de la Unión Africana.

La dialéctica que se establece entre el nacionalismo negro y panafricanismo continental es un problema destacable. La formulación de una teoría política pragmática se enfrenta a las peculiaridades de todo un continente; grandes grupos diferenciados no parecen dispuestos a la unificación, que no se percibe siempre como necesaria, los países emergentes desconfían de tener que acarrear todo el peso del desarrollo africano y desde los países pobres algunos sectores temen ser políticamente eliminados.
Otra vertiente de los problemas del panafricanismo hace referencia a la forma de conseguir el objetivo de la unificación africana. Mientras que autores como Alí Mazrui proponen el expansionismo interno de los países más pujantes para incorporar a los microestados, políticos como el fallecido Muamar el Gadafi, exlíder de Libia, proponían continuar con el proyecto de los Estados Unidos de África de Kwame Nkrumah, unificando los estados existentes actualmente. La corriente mayoritaria, en cambio, parece abogar por una integración regional económica para acceder a la integración política posterior, lo cual no oculta la cierta imitación que la Unión Africana hace de la Unión Europea, hecho que irrita a los intelectuales panafricanistas, que buscan la originalidad política.
El panafricanismo contemporáneo denota la lentitud y burocratización del panafricanismo oficial que tras la creación de la Unión Africana, no parece abordar la cuestión clave: la soberanía artificial heredada de las potencias coloniales.
En las comunidades de la diáspora africana sigue viva la llama del panafricanismo, con las lógicas especificidades propias de cada lugar. De este modo actualmente es Europa, y en especial en países como Reino Unido, Francia y España, el lugar donde el panafricanismo experimenta un resurgimiento.
Una de las figuras más visibles del panafricanismo actual en el mundo francófono es Kémi Séba, un líder panafricanista y ensayista nacido en Francia, que inició manifestaciones contra el neocolonialismo francés en gran parte de África francófona y pidió la soberanía de los países africanos de habla francesa en el siglo XXI.
Determinados grupos reducidos, principalmente en Estados Unidos, defienden tesis supremacistas negras. Asimismo, grupos extremistas surgidos del movimiento rastafari se declaran antiblancos. En ocasiones, grupos armados (como el RUF en Sierra Leona) o dirigentes dictatoriales (como Idi Amin Dadá en Uganda o Mobutu Sese Seko en la República Democrática del Congo) se han apoyado en el ``panafricanismo`` para justificar violaciones reiteradas a los derechos humanos. Autores panafricanistas como Ali Mazrui o Mbuyi Kabunda Badi ven a estos elementos como representantes de un panafricanismo distorsionado.

## Críticas al panafricanismo
Dos grupos principales de críticas al panafricanismo han sido dirigidas contra esta filosofía política: 
El primer grupo, posibilista, incide en la imposibilidad de lograr la unidad africana debido a la diversidad sociopolítica del Continente. El segundo grupo, crítico, afirma que el panafricanismo es una ideología nociva para África puesto que se relacionaría con una forma de esencialismo.

Bandera panafricana estadounidense.

## Líderes y filósofos panafricanistas
- Henry Sylvester Williams
- William Edward Burghardt Du Bois
- Marcus Garvey
- Amy Jacques Garvey
- Amy Euphemia Garvey
- Cheikh Anta Diop
- Frantz Fanon
- Nnamdi Azikiwe
- Thomas Sankara
- Patrice Lumumba
- Kwame Nkrumah
- Antonio Cubillo
- Julius Nyerere
- Gamal Abdel Nasser
- Muamar el Gadafi
- Haile Selassie I
- Stokely Carmichael
- Patrick Loch Otieno Lumumba
- Kémi Séba
- Antumi Toasijé
- Marra Junior
- Sani Ladan
- Quinndy Akeju